# (38204) 1999 MT
1999 MT (asteroide 38204) é um asteroide da cintura principal. Possui uma excentricidade de 0.23012120 e uma inclinação de 1.65183º.
Este asteroide foi descoberto no dia 16 de junho de 1999 por Korado Korlević em Visnjan.